# Unione Democratica Nazionale
Die Unione Democratica Nazionale (UDN; Nationaldemokratische Union) war ein Bündnis von liberalen Parteien in Italien, das in Hinsicht auf die Wahl der Verfassunggebenden Versammlung 1946 gebildet wurde. Sie bestand aus folgenden Parteien:
- Partito Liberale Italiano (PLI; Liberale Partei Italiens), geführt von Manlio Brosio
- Partito Democratico del Lavoro (PDL; Demokratische Partei der Arbeit), geführt von Ivanoe Bonomi
- Unione Nazionale per la Ricostruzione (Nationale Union für den Wiederaufbau) von Francesco Saverio Nitti (welcher vom 23. Juni 1919 bis 15. Mai 1920 Ministerpräsident Italiens war).

Später traten auch kleinere Gruppierungen bei:
- Alleanza Democratica della Libertà (Demokratische Allianz der Freiheit) von Arturo Labriola
- Movimento Nazionale Unitario ed Antiseparatista (Nationale Einheitliche und Antiseparatistische Bewegung)

Die UDN erhielt 6,8 % der Stimmen und 41 der 556 Sitze in der Verfassunggebenden Versammlung und war damit viertstärkste Kraft nach den Christdemokraten, Sozialisten und Kommunisten. Am stärksten schnitt sie in Süditalien ab: zwölf Abgeordnete vertraten Wahlkreise in Kampanien, sieben in Sizilien, je drei in Apulien und Kalabrien. Zu ihren Abgeordneten zählten neben Bonomi, Nitti und Labriola auch Benedetto Croce, Luigi Einaudi und Vittorio Emanuele Orlando. Die Parteien der UDN unterstützten zunächst die Nachkriegskoalition aus Christdemokraten, Kommunisten und Sozialisten, ohne jedoch selbst Ministerposten zu besetzen. Nach dem Ausscheiden der Kommunisten und Sozialisten aus der Regierung im Mai 1947 waren sie hingegen direkt im Kabinett De Gasperi IV vertreten, u. a. mit Einaudi als Finanzminister und stellvertretenden Ministerpräsidenten. Mit Enrico De Nicola (PLI) war zudem ein Vertreter der UDN erster Staatspräsident der Republik Italien.
Im Vorfeld der ersten regulären Parlamentswahl 1948 wurde die UDN vom Blocco Nazionale aus PLI und rechtspopulistischer Fronte dell’Uomo Qualunque abgelöst. Die PDL hatte sich mittlerweile aufgelöst, ihre Mitglieder gingen überwiegend zur sozialdemokratischen PSLI bzw. PSDI über.